# Grupo Território Livre
O Território Livre (TL) é uma organização ou movimento social brasileiro, juventude da organização Transição Socialista (antigo Movimento Negação da Negação) presente sobretudo na grande São Paulo, cujo objetivo é uma luta ininterrupta pela organização popular. Combatem também o que consideram dois grandes males da atual sociedade brasileira: a forte repressão - policial, burocrática e estatal - e a falta de perspectiva para os jovens.

## Motivações
O TL reúne jovens que querem lutar contra o capitalismo e a exploração cotidiana que assola a classe trabalhadora. Trotskistas ortodoxos, se colocam contra o desemprego e o custo de vida e acreditam que a saída para estes problemas é a revolução, sendo centralmente antirreformistas. Sua defesa é de que a juventude, em aliança com a classe operária, deve erguer uma luta pelo fim do capitalismo.

## Histórico
O grupo surgiu em 2006 na USP com o objetivo de lutar contra a repressão, de todas as naturezas. Inicialmente, eram uma tendência do Movimento Negação da Negação (MNN), grupo de tradição marxista-trotskista. Desde então, a radicalidade marca sua atuação, o que, por um lado, provocou certa antipatia em relação ao grupo na universidade.
Em 2011, durante a greve contra a presença de policiais no Campus Butantã, o Território Livre teve destaque, e vários de seus militantes acabaram presos no processo. No balanço daquele período de mobilização, concluíram que a pauta da violência policial, teoricamente sensível para a maioria da sociedade, não havia rompido os muros da universidade em função do isolamento do movimento estudantil, e resolveram assumir então um caráter de movimento de juventude, com o objetivo de "construir o poder popular" através de pautas sensíveis aos jovens que estavam fora da vida universitária. O núcleos do "Poder Popular", para o TL, são as ocupações de escolas e universidades (por parte da juventude), bem como as ocupações dos locais de trabalho (por parte dos trabalhadores). Essas ocupações criam um poder paralelo ao poder oficial (da hierarquia escolar ou da gerência do local de trabalho), que é o próprio poder popular sendo criado. A aliança entre essas formas de ocupação é a aliança operário-estudantil.
A mobilização contra o aumento das tarifas de transporte público durante os Protestos no Brasil em 2013 reorientou a visão do grupo mais uma vez. A análise, à época, foi que havia força nas pautas defensivas, que ecoam a insatisfação popular em relação àquilo que o Território Livre considera ataques diretos aos direitos coletivos, como avaliaram ser, em 2014, o desequilíbrio entre os gastos com a Copa do Mundo e o atendimento de demandas sociais mínimas.
Em 2015, diante do novo aumento da tarifa no transporte público em São Paulo, tem participado ativamente nas manifestações organizadas pelo Movimento Passe Livre (MPL), propondo, também, a ampliação da pauta de reivindicações, como cobranças relacionadas à crise hídrica no Estado de São Paulo.
Hoje, são cerca de 60 membros, com trabalho na juventude universitária e secundarista. Com a campanha "Não Vai Ter Copa", o grupo cresceu graças à chegada de simpatizantes e atraiu militantes mais experientes, trabalhadores, jovens da periferia e do interior, iniciando assim um trabalho mais amplo com a juventude em regiões da Grande São Paulo. Ao final de 2014 o TL impulsionou uma Frente pelo Voto Nulo, com diversos outros grupos políticos, afirmando que Dilma e Aécio aplicariam a mesma política de ataque aos trabalhadores e à juventude. No final de 2015, o TL participou ativamente da luta contra a "reorganização" das escolas estaduais de São Paulo, promovida por Geraldo Alckmin.
Em 2016, em decisão polêmica, o grupo participou das manifestações organizadas por grupos de direita, como o MBL (Movimento Brasil Livre), no intuito de disputar a direção dos mesmos, para assim canalizar a revolta popular e descontentamento com a classe política em força motriz revolucionária.
Em 2017, a organização passou por seu I Congresso, que deliberou pela incorporação do TL enquanto juventude da organização Transição Socialista (TS).

## Princípios e Organização
A organização de juventude é submetida politicamente à organização Transição Socialista, tendo autonomia organizativa para seu funcionamento. Internamente, é regida pelo centralismo democrático.
O grupo defende princípios marxistas e trotskistas. O programa pode ser verificado em seu site oficial e se reivindica antirreformista e revolucionário, pela aliança operário-estudantil e a favor da democracia operária.

## Propostas
O TL se reivindica trotskista, portanto trabalha com as concepções defendidas no Programa de Transição, manifesto programático da IV internacional. Trabalham na lógica da luta defensiva (contra a carestia de vida, mas sem ilusões que as condições de vida podem melhorar dentro do capitalismo) que deve voltar-se à abertura da dualidade de poder. De uma maneira geral, lutam pela abolição do Estado, do capitalismo, do trabalho assalariado e da propriedade privada, advogando, assim, pela propriedade comum dos meios de produção e pela democracia direta (tomando a auto-emancipação da juventude e dos trabalhadores como um princípio). No limite, lutam pela transição socialista.